# Adesmia mucronata
Adesmia mucronata es una especie de planta floral del género Adesmia, categorizada en la tribu Dalbergieae, de la familia Fabaceae.

## Distribución
Especie nativa de Chile. Crece en el bioma subtropical.

## Taxonomía
Fue descrita por Hook. & Arn. y publicada en Bot. Misc. 3: 189 (1833).